# Peter Rybar
 (juin 2021).
Peter Rybar, né à Vienne en 1913 et décédé à Lugano en 2002, est un violoniste suisse d'origine tchèque. 
Il fait ses études musicales à Prague avec le Quatuor tchèque et se fait un nom en créant à Prague le concerto pour violon d’Igor Stravinsky. Sa carrière de soliste le mène ensuite à Paris puis en Angleterre. Il fait la connaissance du compositeur néerlandais Julius Röntgen par l'intermédiaire duquel il obtiendra le poste de 1er violon de l'Orchestre du Muzikkollegium Winterthur (le plus ancien orchestre de Suisse) poste qu'il occupera 28 ans durant. Il sera ensuite 1er violon de l'Orchestre de la Suisse romande, jusqu'en 1980.
En musique de chambre, Peter Rybar a joué dans le Winterthurer Streichquartett, avec son épouse Marcelle Daeppen ainsi qu'avec Wilhelm Backhaus, Clara Haskil et Edwin Fischer.
Parallèlement à sa carrière d'interprète, Peter Rybar a mené une carrière de pédagogue, d'abord au conservatoire de Winterthur puis au Conservatoire de Genève en classe de virtuosité.
La plupart des enregistrements de Peter Rybar ont été faits pour les labels Concert Hall Society, Westminster et Le Chant du Monde, notamment le concerto pour violon de Robert Schumann avec l'Orchestre de chambre de Lausanne sous la direction de Victor Desarzens et les œuvres pour piano et violon de Robert Schumann avec Hélène Boschi.